# Итальянцы в Румынии
Итальянцы в Румынии (итал. Italo-romeni, рум. Italienii din România) — это лица итальянского происхождения, которые проживают в Румынии.

## Численность и статус
Это этническое меньшинство в Румынии, насчитывающее 3 203 человека в соответствии с переписью 2011 года. Итальянцы рассредоточены по всей стране, даже несмотря на большее число из них в северных, южных, восточных и западных частях страны (в частности, Сучава, Бакэу, Галац, Яссы, Констанца, Брашов, Прахова, Вылча округ и округ Тимиш), а также в муниципалитете Бухареста.
Как официально признанное этническое меньшинство, итальянцы имеют одно место, зарезервированное в румынской палате депутатов. Это право было проведено Итальянской общиной Румынии в период с 1992 по 2004 год и Ассоциацией итальянцев Румынии с 2004 года.
В последние годы число неэтнических итальянцев, проживающих в Румынии, значительно увеличилось. По состоянию на ноябрь 2007 года в Тимишоаре насчитывается около 12 000 неэтнических итальянцев.
Итальянцы купили около 3000 квадратных километров земли (2% сельскохозяйственных земель Румынии).

По данным Евростата, в 2015 году в Румынии проживало 38 580 человек, родившихся в Италии.

## История
Территория современной Румынии была частью торговых маршрутов итальянцев (особенно генуэзских и венецианских) на Дунае по крайней мере с XIII века. Они основали несколько портов на Дунае, в том числе Вичину (близ Исакчея), Сфант-Георге, Сан-Джорджо (Джурджу) и Калафат.
В XIX и XX веках многие итальянцы из Западной Австрии и Венгрии поселились в Трансильвании. В межвоенный период некоторые итальянцы обосновались в Добрудже.
После 1880 года итальянцы из Фриули и Венето поселились в Greci, Cataloi и Măcin в Северной Добрудже. Большинство из них работало в гранитных карьерах в горах Мэчин, некоторые стали фермерами, а другие работали в дорожном строительстве

### Генуэзский маяк в Констанце
Маяк высотой 26 футов (7,9 м) называется Farul Genovez — Маяк генуэзцев — и был построен в 1860 году обществом «Данубиус и Черноморская компания» в честь генуэзских купцов, которые основали процветающее морское торговое сообщество в Констанце в XIII веке.

## Известные итальянцы из Румынии
- Манси Барберис (1899-1986), композитор
- Ливио Беллеганте
- Флорин Богардо
- Сорана Короама-Стэнка (1921-2007), режиссёр
- Мишу Фотину
- Мирча Гросару (1952-2014), политик, юрист, профессор
- Адриан Марино
- Хория Мокулеску
- Александру Песамоска